# 許藍方
許藍方（英語：Gracie Hsu，1984年2月6日—），台灣女藝人和主持人以及YouTuber，臺北醫學大學護理學系博士。於「可樂研究社」Youtube擔任核心主持人，分享兩性知識與名人訪談企劃節目。

## 簡歷
許藍方2017年畢業於臺北醫學大學護理學系博士班，博士論文題目為「男性尿失禁之系列研究」。許藍方曾任臺北市立萬芳醫院護理師、耕莘健康管理專科學校專任助理教授，研究領域為男性尿失禁、性功能障礙、芳療情緒治療、健康管理諮詢、生活品質、生物回饋、憂鬱症與慢性病的關係、肝膽腸胃暨新陳代謝科等相關議題。2016年9月參加綜藝節目《最強大老師》而踏入媒體圈，從屬於經紀公司TVBS頂尖事務所，於2022年6月30日由許藍方主動提出解約。
自2018年2月起，在臉書上發表性教育知識，2020年開啓YouTube頻道發表相關影片，活躍於各談話性節目。

## 主持作品

### 電視節目
| 日期                          | 頻道           | 節目             | 搭檔   |
| ----------------------------- | -------------- | ---------------- | ------ |
| 2021年6月27日 - 2021年8月19日 | 東森財經新聞台 | 《57健康同學會》 | 廖慶學 |

### 網路節目
| 年份         | 平台    | 頻道       | 節目             |
| ------------ | ------- | ---------- | ---------------- |
| 2021年- 至今 | YouTube | 可樂研究社 |                  |
| 2021年- 至今 | YouTube | 可樂研究社 | 《快問快答系列》 |
| 2021年- 至今 | YouTube | 可樂研究社 | 《可樂大PK》     |
| 2021年- 至今 | YouTube | 可樂研究社 | 《可樂相談》     |
| 2021年- 至今 | YouTube | 可樂研究社 | 《可樂名人房》   |

## 演出作品

### MV
- 2016年 謝怡安《丟了幸福的豬》

## 出版作品

### 書籍
| 出版日期      | 書名                                                               | 作者   | 出版社           |
| ------------- | ------------------------------------------------------------------ | ------ | ---------------- |
| 2020年7月9日  | 《大人的性愛相談：不是長大自然就會，親密關係的探索解答之書》       | 許藍方 | PCuSER電腦人文化 |
| 2023年11月1日 | 《許藍方博士的芳香癒療：一本簡單讀懂精油、基底油、純露使用的方法》 | 許藍方 | 和平國際         |
| 2024年12月5日 | 《性愛之外：約炮、婚姻、第三者，打破傳統思考的禁忌相談》           | 許藍方 | PCuSER電腦人文化 |

## 争议
2021年，皮膚科醫師劉友臻，指控許藍方與自己的丈夫康鈞尉有婚外情，双方對簿公堂。法官考慮到許提交的訊息紀錄，和她同期在Facebook動態、出沒位置相同，認為兩人確有來往，認定她有侵害配偶權。2022年7月6日一審判決，許藍方須賠償新台幣50萬元作為精神撫慰金，許藍方表示不再上訴。據《鏡週刊》報導，8月份判決出爐後，劉友臻一直未收到許藍方賠償，9月中她則申請強制執行，最後許藍方才主動聯絡，並於在9月26日將賠償存入劉友臻帳戶。劉友臻也在臉書上曝光捐款明細，她將50萬分別捐給至家扶基金會、勵馨基金會等社福、婦幼團體。

## 外部連結
- 許藍方博士 Dr. Gracie的Facebook專頁
- 許藍方博士 DrGracie的Instagram帳戶
- YouTube上的許藍方博士 Dr. Gracie頻道
- 許藍方博士DrGracie的新浪微博